# Atentado de Panamá de 1992
El atentado de Panamá de 1992 fue un ataque con bomba contra el procurador general de Panamá, Rogelio Cruz, el 6 de noviembre de 1992 en la sede de la procuraduría, en la capital panameña. El atentado causó destrozos parciales tanto al carro del procurador como al edificio, causando 12 heridos, incluyendo al procurador y varios de sus escoltas. El perpetrador del atentado nunca fue identificado y no hubo una adjudicación oficial, aunque el Consejo de Seguridad Pública y Defensa Nacional apuntó como principal sospechoso a la mafia colombiana.

## Antecedentes
Panamá estaba en un proceso de transformación política tras el fin de la dictadura militar de Manuel Antonio Noriega, durante la invasión estadounidense de 1989. Sin embargo, la frágil democracia levantada por el presidente Guillermo Endara y sus aliados civilistas tuvieron varios traspiés incluyendo un frustrado levantamiento militar en diciembre de 1990, y una fisura en la alianza de gobierno con el primer vicepresidente Ricardo Arias Calderón, quien fue expulsado del gabinete el 8 de abril de 1991, por no seguir apoyando políticamente a Endara.
Además tras el fin de la dictadura, ocurrieron una serie de ataques con explosivos hacia oficinas públicas, empresas y residencias de funcionarios, pero solo causando daños materiales y sin víctimas a considerar. Uno de los más relevantes fue el ataque a la editorial EPASA, que publica los diarios El Panamá América y Crítica Libre, el 25 de enero de 1992, y cuyo tiraje fue afectado en los días siguientes. También había surgido un grupo subversivo llamado Movimiento 20 de Diciembre (M-20), integrado por exmilitares adeptos a Noriega y civiles revolucionarios de izquierda, y al que el gobierno de Endara señaló de estar detrás de varios atentados.

## Atentado
La explosión ocurrió en los estacionamientos de la sede de la Procuraduría General de la Nación, en la capital panameña. El procurador Rogelio Cruz, había abandonado su automóvil cinco minutos antes de la explosión, que quedó parcialmente destruido. El estacionamiento y los ventanales de varias oficinas, incluyendo la del procurador, fueron severamente destruidos. Por la onda expansiva y los vidrios dispersos, resultaron heridos 12 personas, incluyendo el procurador Cruz y dos de sus escoltas, quien fue evacuado a la brevedad del lugar sin mayores complicaciones.
No hubo una adjudicación fiable del atentado, ya que miembros del M-20 desmintieron su participación en éste. Sin embargo, el Consejo de Seguridad Nacional señaló a la mafia colombiana como el principal responsable, ya que el procurador Cruz había protagonizado importantes capturas de droga y había gestionado la extradición de varios narcotraficantes colombianos hacia Estados Unidos.